# Crina
La crina è un sottoprodotto della cardatura della fibra tessile della canapa. Il termine nei secoli è stato abbinato anche ad alcuni arnesi costruiti inizialmente con la fibra di canapa diversificando il nome a seconda dell'uso che ne veniva fatto.

## Crina
Senza altre specificazioni si usa per indicare la parte più grezza della fibra della canapa che si ottiene cardando la fibra della canapa per ottenere il filato più pregiato da mettere in commercio.
Nella massa della crina così ottenuta ed ancora grezza la parte peggiore veniva destinata a far da imbottitura dopo un accurato lavaggio. Una volta asciutta veniva aerata tirandola con le dita fino ad ottenere dei batuffoli abbastanza vaporosi coi quali si riempivano i materassi e si imbottivano le poltrone.
Le fibre migliori e più lunghe della crina a loro volta venivano intrecciate per ottenere del cordame e delle trecce che venivano usate all'interno delle aziende agricole. Le trecce a 8 legnoli formati a loro volte da filacce ritorte a mano erano intrecciate senza l'ausilio di ordigni professionali per cui erano morbide ma sufficientemente resistenti mentre le altre venivano intrecciate a 4 legnoli formati a loro volta da filacce più o meno grosse a formare corde e legami per il bestiame tra cui le lunghine e per gli usi agricoli.

## Crina per il pollame

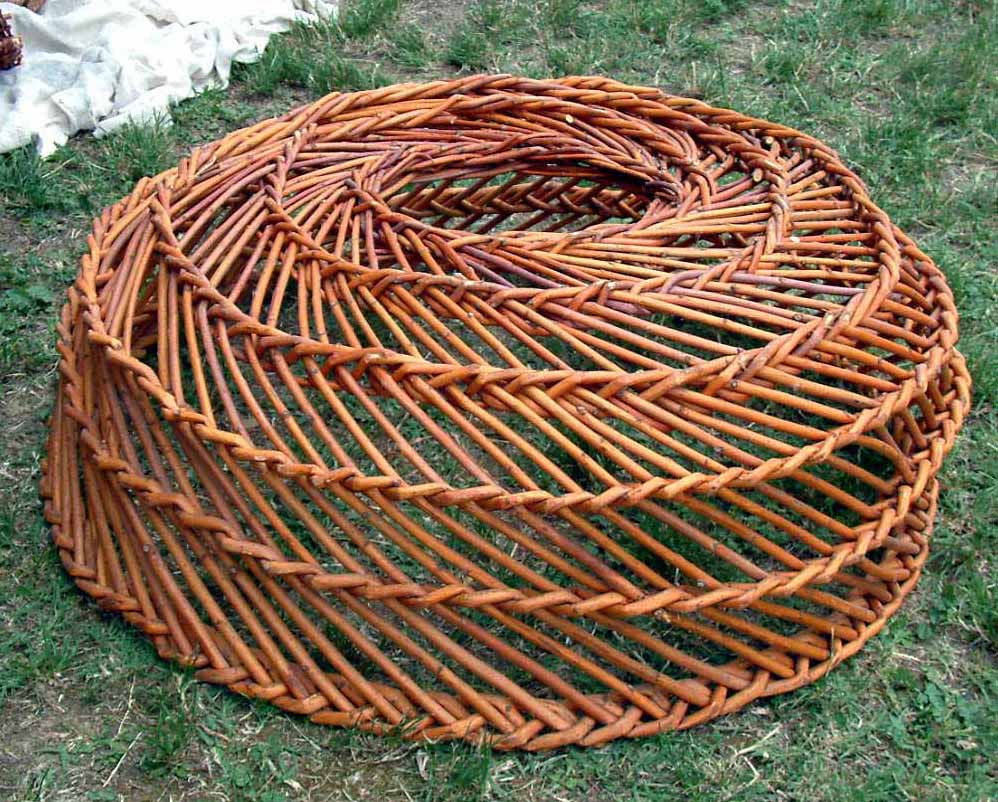
Crina per i polli

Uno di questi arnesi era una cesta fatta con una treccia a 8 capi di crina di canapa usata assemblata a spirale per riporvi piccoli animali malati o delicati. Vennero costruite anche col vimini o con delle trecce di giunchi che a seconda dello scopo per cui è costruita e alla sua grandezza e forma serve a scopi diversi; nonostante il cambio di materiale il nome rimase.
La storia della sua costruzione nasce nella Romagna contadina in cui le venne dato il nome di créna nel dialetto romagnolo. Infatti una delle tradizioni che maggiormente si sono da sempre tramandate in quella terra era l'intreccio dei vimini complici le zone umide che permettevano la coltivazione di una moltitudine di piante adatte ad essere intrecciate. La créna pertanto era un oggetto comunissimo in tutte le aziende agricole fino ai giorni nostri.
La créna è un cestone rotondo dal diametro molto variabile, senza fondo e con un'apertura rotonda in alto del diametro molto più piccolo della base. Essa serve per allevare una covata di pulcini insieme alla chioccia o per far pascolare i conigli o per tenere protetti i capponcini dalle beccate dei polli adulti.

### Utilizzo
Si poneva la créna sul terreno (per esempio nella stalla) e si introducevano dall'alto i pulcini. Per ultimo si introduceva la chioccia e si chiudeva l'apertura superiore con un'asse di legno, una pietra, una coperta o altro utensile simile. Siccome chioccia e pulcini mangiavano cose diverse al momento di dare da mangiare alla chioccia si apriva l'apertura superiore e si dava da mangiare alla chioccia all'esterno della créna; usciva solo la chioccia in quanto i pulcini non erano ancora in grado di saltar fuori dall'apertura posta in alto. Dopo aver mangiato la chioccia rientrava spontaneamente dai suoi pulcini e si richiudeva l'apertura superiore.

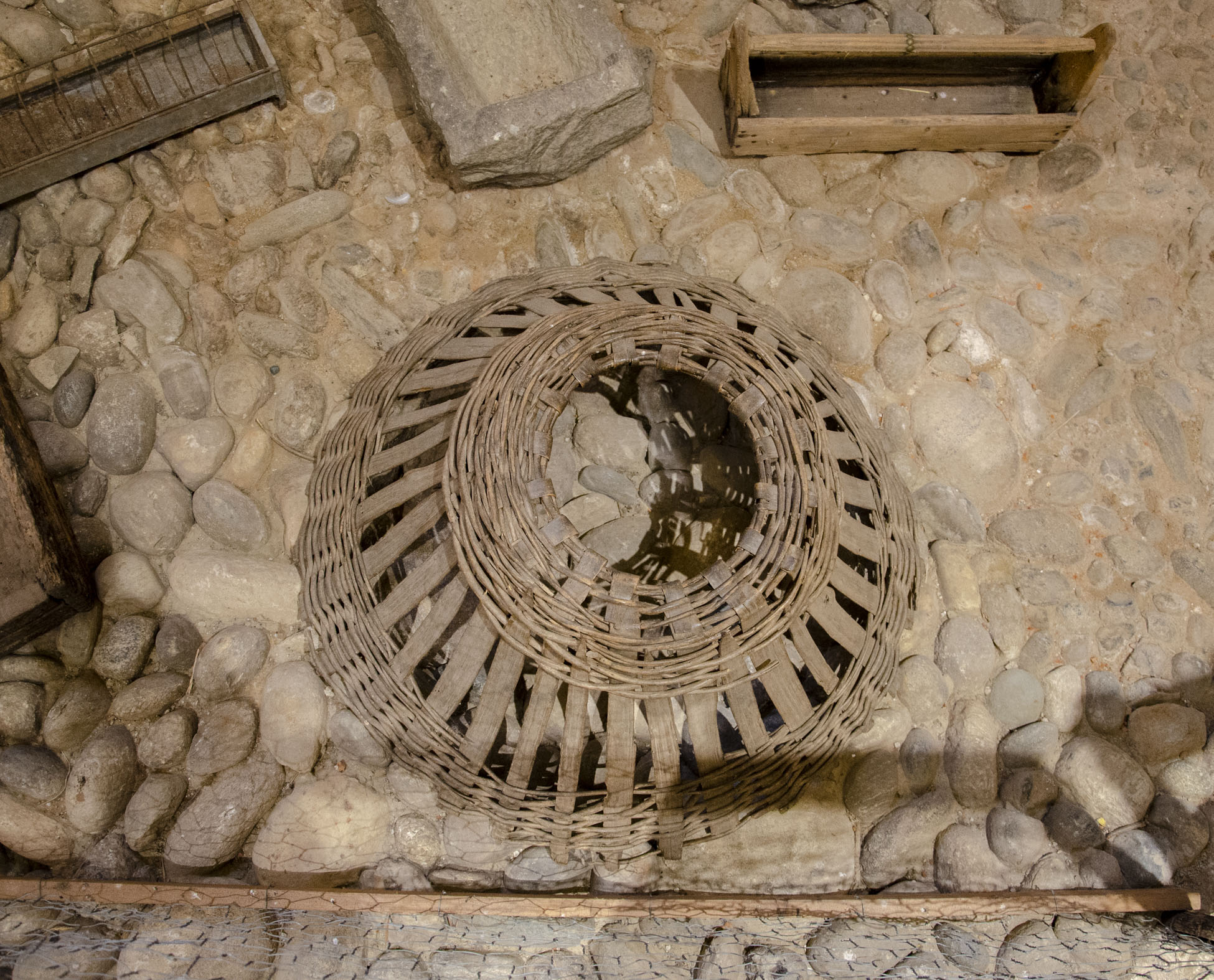
Cesta per chioccia - Museo civico archeologico etnografico Carlo Giacomo Fanchini

Per fare uscire i pulcini da soli a mangiare si metteva invece una pietra sotto il bordo della créna tanto da creare una piccola apertura all'altezza del pavimento sufficiente all'uscita dei soli pulcini mentre la chioccia rimasta prigioniera nella créna li chiamava per radunarli con la certezza così che non si sarebbero persi.
All'interno della créna veniva posta una scodella piena d'acqua con un sasso dentro per abbeverare i pulcini e la chioccia, il sasso serviva per limitare lo spazio di abbeverata affinché i pulcini non si bagnassero o peggio annegassero.
In certe zone l'attrezzo era anche usato come rudimentale girello per i bambini.

## Crina per il fieno

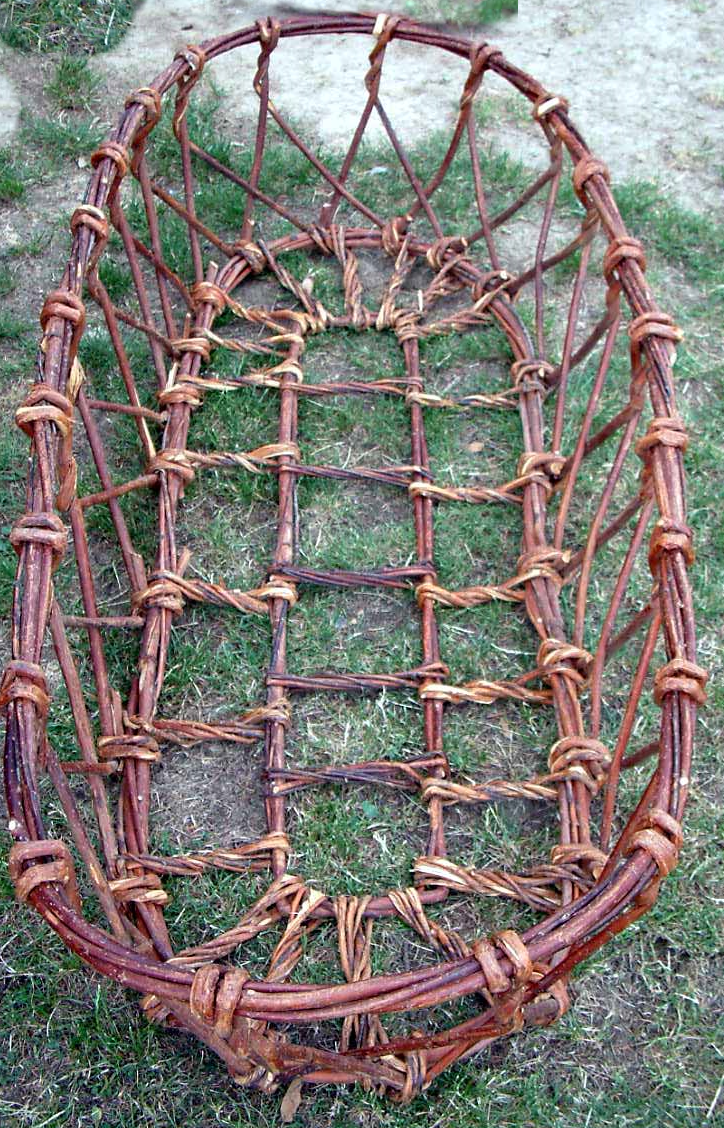
Crina per il fieno

Un altro tipo di crina assai più grande denominata crèna p're fè (crina per il fieno) era quella per il fieno per le vacche o i conigli. Essa era intrecciata con grossi vinchi che formavano un robusto fondo atto a sopportare il peso dell'erba fresca o del fieno. L'intreccio formava dei grandi riquadri laterali che servivano per aerare il fieno e appassire velocemente l'erba fresca.
Poteva essere anche di grandi dimensioni fino a contenere quasi un metro cubo di fieno sciolto. l'uso più comune era quello di portare a casa l'erba e/o il fieno dei fossi e dai punti più disagevoli del campo in cui il carro con i buoi non riusciva a transitare oppure veniva usata in maniera statica, nella stalla, piena del fieno che veniva fatto scendere dalla cascina attraverso la botola.